# Planinski slanozor
Planinski slanozor (znanstveno ime Silene alpestris), tudi planinski slizek, je rastlinska vrsta iz rodu Silene (lepnica). 
Njegovo rastišče so vlažne skale in melišča od montanskega do alpinskega pasu. Razrasla stebla so visoka do 30 cm in v zgornjem delu lepljiva. Cvete od junija do avgusta.